# Agathobulos
Agathobulos (altgriechisch Ἀγαθόβουλος) war ein griechischer Koroplast, der im 1. Jahrhundert v. Chr. in Myrina in Kleinasien tätig war.
Agathobulos ist nur von einer Signatur auf einer Tonstatuette der Göttin Aphrodite bekannt.